# Episodi di Student Bodies (seconda stagione)
La seconda stagione della serie televisiva Student Bodies è stata trasmessa in anteprima in Canada dalla YTV.
| nº | Titolo originale   | Titolo italiano | Prima TV Canada  | Prima TV Italia |
| -- | ------------------ | --------------- | ---------------- | --------------- |
| 1  | The Trial          |                 | 1998             |                 |
| 2  | A New Beginning    |                 | 1998             |                 |
| 3  | The Waitress       |                 | 1998             |                 |
| 4  | The Dating Game    |                 | 17 ottobre 1998  |                 |
| 5  | A Perfect Mags     |                 | 24 ottobre 1998  |                 |
| 6  | The Road Trip      |                 | 31 ottobre 1998  |                 |
| 7  | Cody Moves In      |                 | 7 novembre 1998  |                 |
| 8  | The Boys of Edison |                 | 14 novembre 1998 |                 |
| 9  | Permission         |                 | 21 novembre 1998 |                 |
| 10 | Boss Cody          |                 | 12 dicembre 1998 |                 |
| 11 | New Year's Eve     |                 | 26 dicembre 1998 |                 |
| 12 | The Game Show      |                 | 9 gennaio 1999   |                 |
| 13 | The Hold-up        |                 | 9 gennaio 1999   |                 |
| 14 | The Teacher        |                 | 30 gennaio 1999  |                 |
| 15 | Snowed In          |                 | 6 febbraio 1999  |                 |
| 16 | Babe Magnet        |                 | 13 febbraio 1999 |                 |
| 17 | Victor Moves In    |                 | 20 febbraio 1999 |                 |
| 18 | The Double Date    |                 | 27 febbraio 1999 |                 |
| 19 | Goodbye Grace      |                 | 13 marzo 1999    |                 |
| 20 | The Test           |                 | 20 marzo 1999    |                 |
| 21 | Detention          |                 | 3 aprile 1999    |                 |
| 22 | Cheer Up, Cody     |                 | 17 aprile 1999   |                 |
| 23 | The T-Shirt        |                 | 8 maggio 1999    |                 |
| 24 | A Gay Friend       |                 | 1º maggio 1999   |                 |
| 25 | The New Guys       |                 | 8 maggio 1999    |                 |
| 26 | Stand-Up Chris     |                 | 15 maggio 1999   |                 |